# Borsztal
Borsztal (dodatkowa nazwa w j. kaszub. Bòrsztal; niem. Borschthal) – osada leśna kaszubska w Polsce położona w województwie pomorskim, w powiecie kościerskim, w gminie Dziemiany pomiędzy Wdzydzkim Parkiem Krajobrazowym a Zaborskim Parkiem Krajobrazowym w kompleksie leśnym Borów Tucholskich. Osada wchodzi w skład sołectwa Trzebuń.
W latach 1975–1998 miejscowość położona była w województwie gdańskim.